# Evangelion (mecha)

L'Eva-01 senza la copertura costrittiva

Gli Evangelion, o Eva, sono dei mecha antropomorfi introdotti nella serie televisiva anime Neon Genesis Evangelion, prodotta dallo studio Gainax e diretta da Hideaki Anno, e nell'omonimo manga scritto e disegnato da Yoshiyuki Sadamoto. Oltre che nella serie animata originale essi compaiono nelle sue opere derivate, come diversi manga spin-off, videogiochi, visual novel, nell'ONA Petit Eva - Evangelion@School e nella tetralogia cinematografica Rebuild of Evangelion.
Nella serie animata originale gli Evangelion sono dei giganteschi umanoidi studiati da un centro di ricerca chiamato Gehirn e dall'agenzia speciale Nerv allo scopo di combattere degli esseri chiamati angeli. Oltre alle importanti componenti meccaniche essi dispongono di una struttura di base organica, derivata da quella di due esseri chiamati Adam e Lilith. Per tale ragione possiedono occhi, epidermide, organi interni e unghie simili a quelle umane e sono stati classificati dai critici come cyborg, più che dei mecha in senso tradizionale. I soggetti assegnati al pilotaggio di un Evangelion sono chiamati Children e vengono scelti da un organo chiamato Istituto Marduk. L'Eva-00 è pilotato da Rei Ayanami; lo 01 da Shinji Ikari; lo 02 da Asuka Sōryū Langley e Kaworu Nagisa, e lo 03 da Tōji Suzuhara. Ai primi quattro esemplari si aggiungono l'Eva-04, mai apparso nella serie animata e nel manga originali, e altre nove unità prive di pilota chiamate Mass Production Model o Eva Series, introdotte nel lungometraggio Neon Genesis Evangelion: The End of Evangelion.
Il loro design, ispirato ai demoni del folclore giapponese, causò dei problemi durante la produzione della serie animata, per poi essere rivalutato nel corso degli anni dalla critica e dal pubblico ed essere usato per degli articoli di merchandising.

## Concezione e sviluppo

### Fonti di ispirazione e ideazione

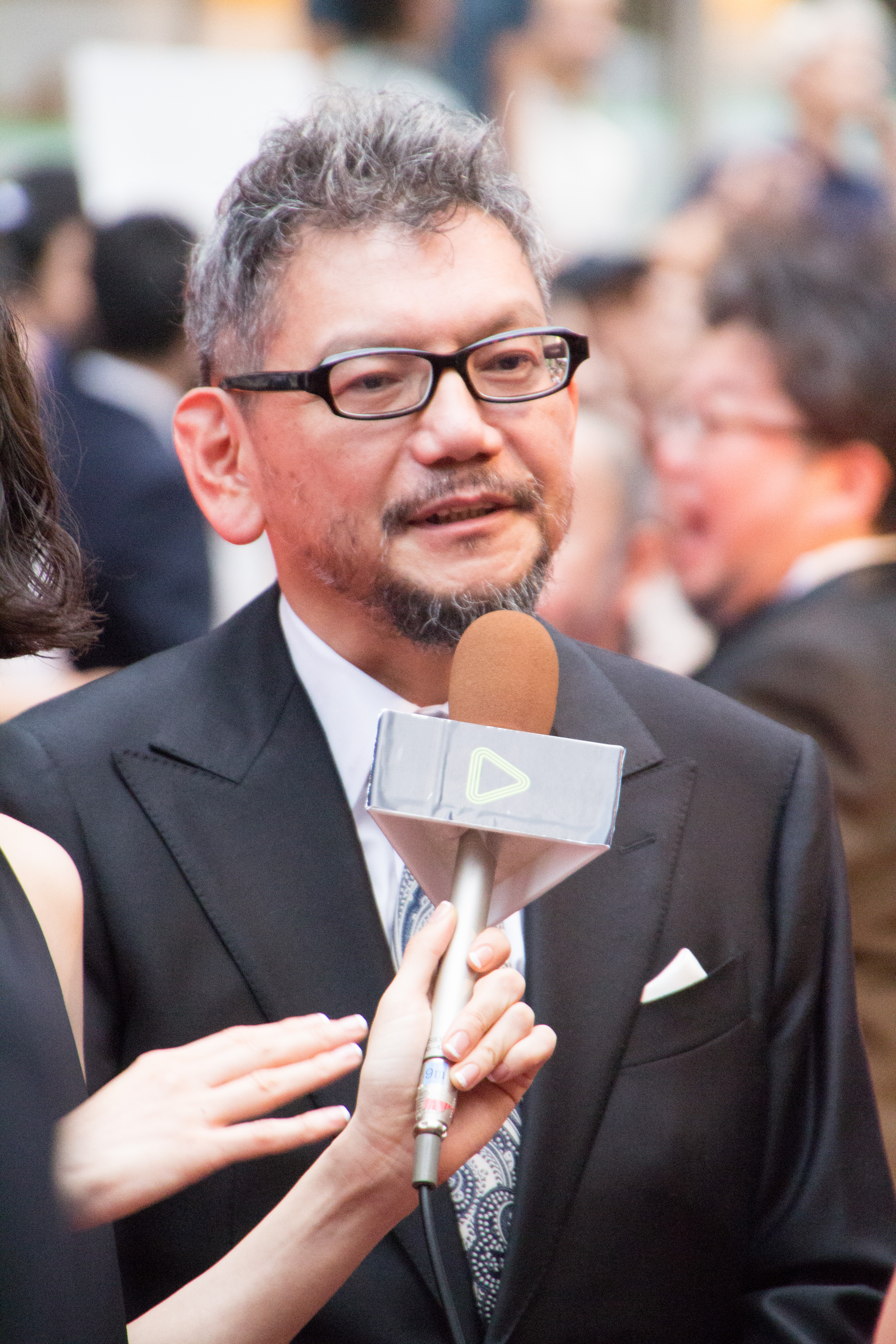
Hideaki Anno, regista e principale sceneggiatore di Neon Genesis Evangelion

Hideaki Anno, regista e principale sceneggiatore di Neon Genesis Evangelion, all'inizio cercò di creare quella che lui stesso definì «una semplice opera con dei robot». Il regista partì focalizzandosi su delle immagini e delle idee vaghe piuttosto che dei concetti definiti, pensando che gli altri membri del personale avrebbero poi dato il loro contributo sui particolari. Secondo Toshimichi Ōtsuki della King Records, produttore della serie, all'inizio della produzione si pensò di creare una serie su un Ultraman in armatura, protagonista dell'omonimo franchise. Il personale si basò in particolar modo su un vecchio progetto della Gainax. Per il progetto ad Anno venne in mente l'idea di una pilota donna, sulla scia della serie Tatakae! Iczer-1, partendo dall'immagine di una ragazza in una cabina di pilotaggio a forma di capsula e piena di liquido, prototipi di Rei Ayanami e dell'Entry Plug, ma senza avere in mente una trama precisa. Altre immagini diventarono poi la base di Evangelion, come quelle di grattacieli che sbucano dalla cima delle montagne, robot che trasportano enormi batterie, persone che trascinano grandi cavi e quella di una città fra i monti chiamata Tokyo-2 a Nagano.
In fase di produzione si scelse di far pilotare gli Eva da adolescenti, seguendo così il solco della tradizione degli altri anime mecha. Anno non pensò inizialmente a dare una ragione riguardo all'età dei piloti. Una spiegazione venne in mente invece al character designer della serie, Yoshiyuki Sadamoto, che guardando un documentario sull'emittente televisiva giapponese NHK chiamato Il fantastico microcosmo del corpo umano: Il cervello e l'anima (驚異の小宇宙 人体II 脳と心?, Kyōi no shōuchū jintai: nō to kokoro) venne a conoscenza dell'esistenza dei nervi A10. Dal programma Sadamoto attinse delle nuove idee, tali da poter dare una spiegazione riguardo all'età dei piloti, tutti ragazzi quattordicenni privi di madre. L'artista cercò di creare qualcosa sulla scia dell'Arcadia di Capitan Harlock, un'astronave con un computer che contiene l'anima del proprio creatore, Tochirō Ōyama. Lo stesso Anno paragonò il sistema di interfaccia degli Eva a una versione moderna del Mazinger di Gō Nagai, la cui cabina di pilotaggio è posizionata nella testa del robot. Gli Eva dunque furono concepiti come custodi dell'anima della madre del pilota, decidendo di far controllare gli umanoidi grazie a un legame di tipo psichico con il proprio figlio. La Nerv venne pensata prendendo spunto dalla Nave Solo di Ideon; l'equipaggio della Nave Solo infatti si ritrova ad affrontare gli alieni ostili del Buff Clan e altri esseri umani, con mecha che vanno fuori controllo e comunicano soltanto con dei ragazzini.
Durante le prime fasi di pianificazione della serie venne suggerito uno scenario in cui era contemplata l'esistenza di due antiche civiltà preistoriche, apparse sul pianeta Terra molto tempo prima della comparsa dell'umanità ed entrambe dotate di tecnologie avanzate. Gli Evangelion nello scenario originale sarebbero stati creati dalla prima civiltà, nota come "prima razza ancestrale", e si sarebbero ribellati ai propri creatori, causandone l'estinzione. Una "seconda razza ancestrale" avrebbe creato un'arma nota come lancia di Longinus per tentare di sconfiggere gli umanoidi, spargendo per il globo dei guerrieri chiamati angeli in stato di ibernazione, come contromisura nel caso in cui qualcuno avesse cercato di riattivare gli Evangelion. Le unità Eva furono concepite fin da subito come esseri viventi e dei pericolosi androidi, più che delle armi; lo scenario venne concepito in modo che contenesse degli elementi simili a quelli dei videogiochi o giochi di ruolo, come gli armamenti delle unità nascosti per i palazzi di Neo Tokyo-3. Negli ultimi episodi, inoltre, avrebbe dovuto esserci una battaglia lunare contro dodici potenti angeli, idea che fu poi abbandonata e riciclata per lo scontro fra Eva-02 e serie degli Eva, introdotta nella conclusione cinematografica del 1997. Il continente americano e l'Eva-06 sarebbero svaniti improvvisamente, mentre sarebbero stati rivelati gli antichi resti di un rudere chiamato Arqa. Nella seconda metà della storia ci sarebbero stati dunque i preparativi per invadere una roccaforte nemica sul solco di un gioco di ruolo.

Rappresentazione della via dopaminergica. In basso, proprio sul tronco encefalico, è indicata la VTA (ventral tegmental area), detta regione A10. Yoshiyuki Sadamoto si ispirò a tale area dell'encefalo umano per il sistema di pilotaggio degli Eva, basato sul nervo A10

Una delle bozze preliminari del ventiquattresimo episodio, scritta dallo sceneggiatore Akio Satsukawa, vedeva l'introduzione di un prototipo di mini Evangelion, un mecha di cinque metri chiamato αーTYPEーEVA000, o più semplicemente α Eva. L'α Eva, una volta andato in berserk, avrebbe attaccato con furia animalesca Kaworu Nagisa, che però avrebbe agilmente schivato i suoi colpi, in una scena ispirata alla leggenda del samurai Benkei sul ponte Gojo; alla fine dello scontro, inoltre, l'Evangelion avrebbe inghiottito l'angelo Tabris e Rei Ayanami, per poi essere violentemente sventrato dal Prog-Knife dell'Eva-01 di Shinji. In un'altra proposta invece erano previste due unità chiamate 05 e 06, ambedue fabbricate in Germania, mentre gli Evangelion dopo lo 01 sarebbero stati equipaggiati di un sistema di alimentazione noto come "motore a positroni".
Due anni prima della messa in onda la Gainax pubblicò un documento di presentazione del progetto per trovare finanziatori intitolato Kikakusho (企画書? lett. "Proposta"). Nel progetto iniziale vennero inclusi dei design iniziali delle unità, spiegazioni dettagliate dei dipartimenti della Nerv e delle schede di presentazione degli umanoidi. Nel Kikakusho gli Evangelion vennero descritti come degli umanoidi composti di muscolatura artificiale metallica e delle repliche di Adam, indicato nel documento come un gigante artificiale lasciato dalla "prima razza ancestrale", la quale avrebbe lasciato per il globo terrestre anche i nemici della serie, gli apostolo. Lo stesso Kikakusho descrive in una pagina gli anime robotici come «un'espressione dei desideri inconsci dei bambini», una compensazione contro «i complessi e le varie soppressioni che i bambini operano, un mezzo di resistenza, un atto compensatorio». In un'intervista svoltasi prima della trasmissione della serie inoltre il regista disse di aver lavorato alla serie chiedendosi se una persona appassionata di cartoni sui robot possa ancora essere felice dopo i vent'anni. Per il protagonista della serie, Shinji, si prese come modello lo stesso Anno, collegando l'atto di pilotare il mecha con il suo lavoro; secondo Kazuya Tsurumaki, assistente alla regia di Evangelion, mentre «Shinji è stato convocato da suo padre per pilotare un robot, Anno è stato convocato dalla Gainax per dirigere una nuova serie animata».
Durante lo sviluppo della serie Anno inserì delle scene in cui i mecha vengono mutilati e perdono gli arti in modo cruento. Le mutilazioni degli Eva diventarono il prodotto del suo vissuto personale. Suo padre, Takuyo Anno, a causa di un incidente giovanile con una sega elettrica rimase ferito alla gamba sinistra e fu costretto a portare per tutta la vita una protesi artificiale; il regista in seguito all'incidente sviluppò una certa attrazione per la deformità, credendo di poter amare, a sua detta, «soltanto qualcosa di monco». In Super Robot 28, per esempio, un robot perde un braccio; Anno dunque crebbe credendo di non poter amare una cosa perfetta e che i mecha fossero più belli amputati. Nel ventesimo episodio della serie egli presentò anche il concetto di cannibalismo. Egli mise una scena in cui l'Eva-01 divora un angelo, nel tentativo di disgustare e far vomitare uno spettatore piccolo; lui stesso dichiarò: «Sarebbe l'ideale se un bambino piangesse vedendo un solo episodio [di Evangelion]». Il cannibalismo, secondo Yūichirō Oguro, curatore di alcuni contenuti delle edizioni home video di Evangelion, dipingerebbe negativamente l'atto di cibarsi di carne, e potrebbe essere influenzato anch'esso dal vissuto personale di Anno, vegetariano fin dall'infanzia e già abituato a trasporre questo dettaglio della propria vita nelle proprie opere di fantasia.

### Design ed effetti sonori
Il design degli Evangelion fu concepito e curato dallo stesso Hideaki Anno a quattro mani con Ikuto Yamashita, mecha designer ufficiale della serie. Il regista si ispirò ai demoni del folklore giapponese, gli oni, e volle conferire loro un «aspetto moderno», diverso rispetto a quello degli altri mecha di serie precedenti, come i Gundam della serie Mobile Suit Gundam, dandogli una natura più umano-demoniaca che strettamente robotica. Egli incaricò Yamashita di creare «un demone», «un gigante a malapena controllato dal genere umano». Il collega, stando alle sue direttive, per il design delle macchine trasse ispirazione dal romanzo I viaggi di Gulliver di Jonathan Swift, con l'idea di rappresentare un enorme potere ingabbiato, un gigante che somigliasse a un rilievo in un muro. Ulteriore fonte di ispirazione fu un personaggio maschile presente nel videogioco Cho Aniki chiamato El&Topo, su cui si basò per delineare le sembianze dell'Eva-02. Nelle fasi di progettazione Yamashita cambiò diverse volte idea sul loro aspetto; in degli schizzi preliminari, ad esempio, pensò di conferire allo 01 un'unica sporgenza obliqua sulla parte sinistra del capo o due corna frontali, ipotesi successivamente accantonate e abbandonate in favore del design definitivo. Anche Anno e l'animatore Yō Yoshinari fecero dei bozzetti dell'Eva-01; Sadamoto in un primo momento la colorò di bianco, creando un'immagine a suo dire simile a un RX-78 Gundam o un Ingram di Patlabor. Mentre lavorava al design degli Eva l'artista si dedicò anche a un progetto chiamato Suzuka Hachitai, in cui disegnò delle tute simili ai Plugsuit.
Per l'aspetto e il ruolo degli umanoidi gli autori si ispirarono anche ai manga Mazinga Z, Shutendoji e Devilman di Gō Nagai. Credendo che il potere fosse «qualcosa di molto spaventoso», Anno volle insistere molto sull'aspetto minaccioso delle unità, cercando di far sembrare l'Evangelion «un antieroe, qualcosa di davvero terrificante». Prima di decidere il design definitivo disegnò una bozza preliminare dell'Eva assai simile a Devilman. Nel bozzetto l'Eva aveva la schiena ricurva, la vita stretta e un petto piatto e spesso, avvicinandosi anche al volto «demoniaco» di Mazinga. Nei suoi intenti originari gli Evangelion avrebbero avuto un colore lugubre e scuro, eccezion fatta per gli occhi, che lasciò in bianco e cerchiati in rosso, proprio come il Mazinger Z di Nagai. L'intenzione era quella di suscitare terrore, facendo capire ai bambini quanto potesse essere spaventosa la vita reale.

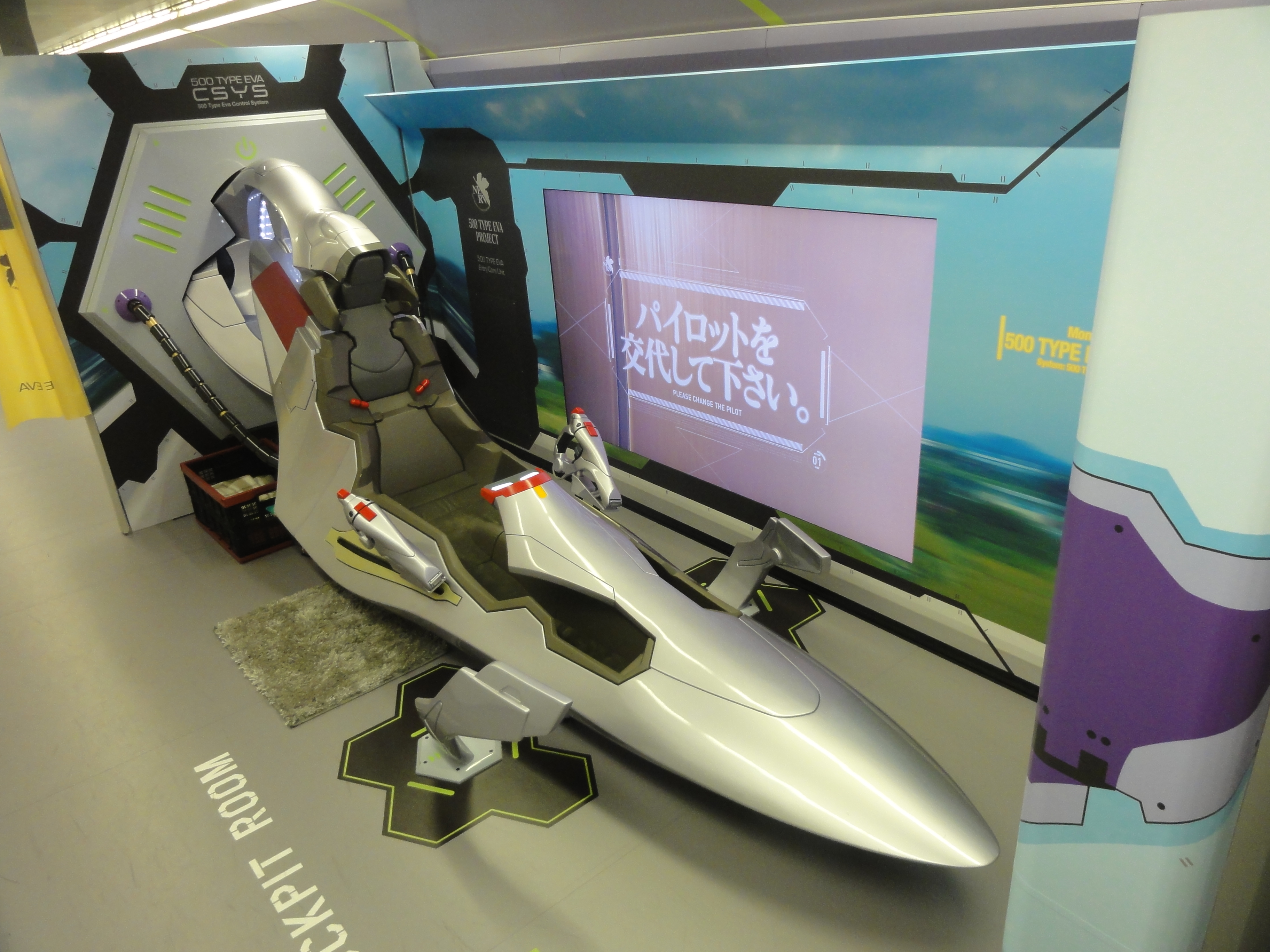
Riproduzione della cabina di pilotaggio di un Evangelion, situata all'interno di un treno ispirato al design dell'Eva-01. Per l'idea dell'Entry Plug gli autori presero spunto dall'anime Tatakae! Iczer-1

Fin dalla consegna delle tavole preparatorie i suoi disegni suscitarono così scalpore da dividere anche i membri del personale di Evangelion, causando dei problemi allo studio Gainax. Toshimichi Ōtsuki, membro della King Records e vecchio conoscente di Hideaki Anno, presentò Neon Genesis Evangelion a una nota azienda di giocattoli, ma un rappresentante della società gli disse che un robot con un design del genere non avrebbe mai potuto vendere, specialmente per gli arti inferiori, ritenuti «eccessivamente magri». Il regista, in seguito all'episodio, decise di creare una serie diversa rispetto agli altri anime mecha, tutti finanziati da aziende private di giocattoli; per evitare ogni possibile interferenza da parte dei finanziatori, inoltre, progettò dei mecha difficilmente riproducibili sotto forma di giocattolo, così da avere maggiore libertà artistica e rivoluzionare il genere, a suo dire fermo da parecchio tempo e ingabbiato in un «modello già confezionato».
Per rendere i suoni dei movimenti degli umananoidi il regista chiese di ricreare «il rumore che farebbero i fasci di fili metallici se si contraessero come fossero muscoli», trattandoli come se fossero esseri viventi. Per tale ragione si evitarono tutti i suoni normalmente usati in altri anime mecha. Ad esempio, per riprodurre il suono del coltello Prog-Knife Anno e Toru Noguchi, curatore degli effetti sonori, rielaborarono il rumore metallico di un vero taglierino. Per conferire alla cabina di pilotaggio dell'Eva l'immagine di un grembo materno inoltre Anno chiese a Shirō Sagisu, responsabile della colonna sonora della serie, di comporre una melodia che accentuasse la sensazione di nostalgia. L'animatore Yō Yoshinari tentò di animare le unità tramite dei righelli, come nel caso del secondo episodio, in cui cercò di disegnare quasi tutto il viso e le spalle dello 01 in tale modo. La loro altezza invece non venne mai specificata nella serie. La rivista Newtype fornì una stima di quaranta metri. Secondo Hiroyuki Yamaga, membro della Gainax e del personale di Eva, si decise genericamente di rendere le unità più alte dell'Ultraman, che è alto quarantacinque metri. Anche nel Kikausho la loro altezza è specificata sui quaranta metri. Nel Rebuild of Evangelion invece la loro altezza si aggira esplicitamente attorno ai settanta metri, ottanta con i supporti verticali.

## Generalità

Foglio di francobolli dedicato a Neon Genesis Evangelion emesso dalle poste giapponesi, raffigurante le principali unità Evangelion e diversi personaggi della serie

Nel mondo di Neon Genesis Evangelion le macchine multifunzione Evangelion rappresentano i più avanzati strumenti da battaglia costruiti dal genere umano. Sono delle armi prodotte a costi elevati, concepite per essere in grado di contrastare e distruggere degli esseri chiamati angeli. Il loro sviluppo, condotto in segreto dall'agenzia speciale Nerv, è iniziato in seguito a una catastrofe nota sotto il nome di Second Impact. Ai membri della Nerv, alla quale sono inoltre affidati la loro messa in funzione e il loro impiego effettivo, le armi sono note con l'abbreviazione di Eva. Dal punto di vista scientifico l'insieme di tali compiti costituisce il progetto E, posto sotto la direzione e la responsabilità della dottoressa Ritsuko Akagi. Gli Evangelion a livello costitutivo sono umanoidi giganti rivestiti con una spessa corazza protettiva. La costituzione di un'unità Evangelion è identica a quella di un essere umano, a esclusione delle dimensioni: ogni Evangelion è dotato di un sistema nervoso, di uno scheletro e di un apparato circolatorio. Sulle dita dello 01, per esempio, sono presenti delle unghie del tutto simili a quelle umane.
In una sezione del quartier generale della Nerv chiamata Terminal Dogma sono posizionati inoltre degli scheletri di giganteschi esseri antropomorfi di colore giallo. Si ritiene infatti che i corpi siano dei precursori dell'Eva-00, o, per meglio dire, i resti di esperimenti falliti occorsi durante la sua creazione. Un altro aspetto caratteristico degli esperimenti è rappresentato dal viso e dalla ben visibile colonna vertebrale, testimonianti la loro natura organica. Ai corpi viventi originari vengono in seguito impiantate le componenti meccaniche e una speciale copertura costrittiva, adibite al loro controllo o a garantire loro maggiore efficienza e funzionalità bellica. Se negli esseri umani gli ordini del sistema nervoso centrale vengono trasmessi da un impulso elettrico, il sistema periferico e i movimenti di un Evangelion vengono trasmessi tramite corrente elettrica. Per i primi tre esemplari, progettati in Giappone, viene adottato il sistema di numerazione cinese tradizionale, mentre i prototipi successivi seguono la numerazione araba.
Gli Eva sono in grado di rigenerare le proprie ferite e le parti del proprio corpo rimaste danneggiate durante le operazioni belliche. Un'altra capacità è rappresentata dall'abilità di sviluppare uno scudo protettivo noto con la sigla di AT Field. I loro movimenti sono garantiti dall'alimentazione fornita da un cavo esterno chiamato Umbilical Cable, che provvede a fornire l'energia elettrica necessaria al funzionamento dei loro circuiti. In assenza del cavo gli umanoidi sono in grado di operare sfruttando l'energia accumulata in un'apposita batteria interna, per un limite di tempo variabile dai sessanta secondi ai cinque minuti. Quando non attive le unità vengono alloggiate in apposite e gigantesche strutture chiamate gabbie e tenute in posizione da una struttura di ancoraggio, composta da vari blocchi e gruppi di sicure. Nella diciannovesima puntata della serie l'Eva-01 divora le carni dell'angelo Zeruel, assorbendo così la fonte energetica degli angeli, il cosiddetto elemento S², ed estendendo indefinitamente il proprio limite di operatività. Altro elemento caratteristico degli angeli e degli Evangelion è una sfera rossa chiamata nucleo, situata in corrispondenza del torace degli umanoidi.
Le unità possiedono diversi equipaggiamenti, variabili a seconda delle necessità belliche. Quello di base è detto di tipo B (Basic), costituito dal solo coltello Progressive Knife. Altri assetti sono quello di tipo D (Dive), specifico per le immersioni, e quello di tipo F (Fly) per il volo. Il sistema di pilotaggio degli Evangelion prevede la sincronizzazione tra pilota e umanoide mediante connessione nervosa, tale che i due soggetti agiscano in sincronia. Il pilota di un'unità Evangelion, designato con il termine anglofono Children, è alloggiato in una capsula cilindrica detta Entry Plug, che viene inserita nella zona corrispondente alla colonna vertebrale dell'umanoide, all'altezza delle vertebre cervicali. L'abitacolo dell'Entry Plug viene riempito con uno speciale liquido noto con l'acronimo di LCL, in grado di favorire la connessione nervosa tra l'Evangelion e il suo pilota. Il principale nervo responsabile della sincronizzazione delle due entità è chiamato nervo A10, un nervo collegato all'amore materno. Sembra che i soggetti idonei a pilotare un Evangelion si limitino a ragazzi quattordicenni privi di madre, e che negli umanoidi, originariamente sprovvisti di anima, siano alloggiate anime di persone. Si ritiene infatti che nei mecha siano custodite le anime delle madri dei rispettivi piloti. Una volta instaurata con successo la connessione nervosa il Children è in grado di comandare a proprio piacimento l'umanoide pensando di agire con il proprio stesso corpo, per mezzo di un sistema noto come interfaccia neurale. Il suo mantenimento può essere tuttavia messo a rischio dai danni subiti dall'Evangelion nel corso di un'operazione e dai corrispondenti disturbi psicologici del pilota. È infine contemplato uno stato comunemente indicato come berserk, durante il quale l'umanoide inizia ad agire in preda a un'incontrollabile e apparentemente istintuale furia distruttiva. Secondo la rivista Evangelion Chronicle, in particolare, l'aggressività del berserk dell'Unità 01 è dovuta al fatto che l'Eva-01 è un clone dell'angelo Lilith, mentre gli Angeli discendono da Adam.

## Neon Genesis Evangelion

### Unità 00

Rei e, sullo sfondo, l'Unità 00 sulla copertina del secondo filmbook della serie

L'Unità 00 (零号機?, Zerogōki), detto anche Prototype, è il primo esemplare di Evangelion a essere stato realizzato dalla Nerv. L'Eva-00 non è stato concepito come una macchina dedicata al combattimento, ma allo studio di fattibilità e funzionalità pratica della sua stessa tecnologia di base, ragion per cui manca di equipaggiamenti caratteristici delle unità seguenti. La sua concezione è avvenuta nel quartier generale di Neo Tokyo-3 e il materiale biologico di partenza usato per la sua creazione appartiene al primo angelo, Adam. Lo 00 si distingue dai modelli successivi per la sua iniziale colorazione giallo scuro, tipica dei prototipi militari, e per un'architettura esterna e interna meno sofisticata. Il suo principale organo di percezione sensoriale visiva è rappresentato da una lente ottica di forma rotonda posta al centro del volto dell'unità. Il suo pilota è Rei Ayanami, che entra a far parte dell'organizzazione con il titolo di First Children. A causa della sua funzione di prototipo l'unità soffre di instabilità, che la porta ad agire fuori controllo negli esperimenti di attivazione e di sincronia. In uno degli esperimenti distrugge le strutture di ancoraggio e la seconda sala sperimentale della Nerv, ferendo il suo pilota. La sua prima attivazione effettiva avviene dopo quella dello 01, quando, a causa dell'attacco dell'angelo Ramiel, si rende necessaria la presenza simultanea di due unità Evangelion. Nel corso dell'operazione subisce danni strutturali di così grave entità da richiederne una ristrutturazione totale.
L'unità in seguito alle modifiche cambia aspetto e viene usata durante lo scontro con l'angelo Matarael. Le principali differenze dell'Eva-00 modificato rispetto alla precedente versione riguardano la sua corazza costrittiva e il suo equipaggiamento bellico fondamentale, mentre la sua struttura interna risulta sostanzialmente invariata. Dal punto di vista estetico lo 00 assume una colorazione prevalentemente blu; dal punto di vista bellico sull'unità vengono installate dei supporti verticali strutturalmente identici a quelli dell'Eva-02. I supporti verticali, situati all'altezza delle spalle, vengono dotati di uno speciale sistema di propulsione che permette al mecha di rallentare e attutire eventuali cadute. Le modifiche hanno il merito di migliorare le funzionalità e le prestazioni del prototipo, così da renderlo un esemplare versatile e potente al pari delle altre unità. La sua presenza diventa di supporto alle operazioni di difesa di Neo Tokyo-3 e all'eliminazione degli angeli. Viene distrutta durante il combattimento contro Armisael, sedicesimo angelo, per volontà di Rei.

### Unità 01

L'Eva-01 sulla copertina del quarto volume del manga di Evangelion

L'Unità 01 (初号機?, Shogōki), o Test Type, è il modello sperimentale della serie Evangelion e rappresenta il secondo esemplare a essere stato costruito nel quartier generale della Nerv; è stato studiato sotto la diretta supervisione della dottoressa Yui Ikari. Differisce da tutti gli esemplari precedenti e successivi, in quanto la materia biologica che ne costituisce la base proviene da quella del secondo angelo, Lilith. Dal punto di vista estetico, oltre che dalla caratteristica colorazione preponderantemente viola, l'Eva-01 è contraddistinto da un lungo corno che si prolunga dal centro della fronte e da un visore binoculare. È il primo umanoide a essere utilizzato in un'operazione bellica effettiva. Lo 01 agisce in diverse occasioni fuori controllo e assume un ruolo decisivo nelle operazioni belliche. L'umanoide vivente alla base dell'unità 01 è caratterizzato da tessuti organici di colore marrone e da un liquido corporeo, simile a sangue, di colore rosso. Normalmente la bocca dell'unità è fissata con dei bulloni, e il suo corpo biologico vero e proprio è coperto, al pari delle altre unità, da una speciale corazza costrittiva. Dal punto di vista bellico, inoltre, l'unità si fregia di positivi risultati operativi e della maggiore esperienza tattica fra tutti gli esemplari prodotti dalla Nerv.
Il primo esperimento di attivazione dell'Unità 01, effettuato nell'anno 2004 nel Laboratorio per l'evoluzione artificiale, viene condotto da un centro di ricerca chiamato Gehirn. Come cavia dell'esperimento viene designata la dottoressa Ikari; sembra che durante l'esperimento il suo tasso di sincronia abbia raggiunto il 400%, percentuale che determina il discioglimento del soggetto all'interno dell'Evangelion. Il caso viene archiviato come incidente; tutti i tentativi di recupero della dottoressa Ikari si rivelano infruttuosi. L'anima di Yui rimane all'interno dell'unità, benché non venga mai chiarita all'interno della serie l'origine dell'incidente; il risultato della procedura però potrebbe essere stato la conseguenza di una precisa scelta del pilota. Il secondo tentativo di attivazione avviene circa dieci anni dopo, nel 2015, anno in cui viene fatto salire a bordo il Third Children, Shinji Ikari, il suo nuovo pilota. Shinji, nonostante le scarse probabilità di successo e la mancanza di addestramento, riesce a raggiungere un tasso di sincronia pari al 41,3% al primo tentativo. Il successo della procedura potrebbe essere stato determinato della volontà di Yui, che in alcune situazioni riesce a intervenire in difesa del figlio e muovere l'Eva di propria volontà.

### Production Model

#### Unità 02

Asuka e l'Eva-02 sulla copertina del terzo filmbook della serie

L'Unità 02 (弐号機?, Nigōki), o Production Type, è il primo esemplare di Evangelion Production Model, studiato e concepito per un'eventuale produzione in serie e per il combattimento effettivo. Benché l'ideazione e la costruzione della macchina avvengano in Giappone, l'assemblaggio e gli esperimenti di attivazione, così come l'addestramento del suo pilota, il Second Children Asuka Sōryū Langley, vengono eseguiti in Germania. Il materiale biologico usato per la sua creazione appartiene al primo angelo, Adam. Una parte decisiva nello sviluppo e nell'attivazione dell'unità viene svolta dalla dottoressa Kyōko Zeppelin Sōryū, membro della sezione tedesca del Gehirn. Kyōko si offre come cavia per un esperimento di contatto con l'Evangelion, dal quale esce psicologicamente sconvolta in seguito a una contaminazione mentale. Si ipotizza che una parte della sua anima, o il suo "lato materno", sia rimasto chiuso all'interno dello 02. Dal punto di vista estetico si differenzia dalle prime due unità per la presenza di quattro occhi sul volto, particolarità che nei modelli successivi viene abbandonata e sostituita in favore dell'esemplare binoculare. Ulteriori caratteristiche che contraddistinguono lo 02 riguardano il colore dei fluidi interni del corpo umanoide, blu anziché rosso come nel caso dei precedenti esemplari, e la presenza di nuovi dettagli meccanici.
Sulle spalle dispone di due supporti verticali che differiscono da quelli dell'Eva-01. Nel supporto sinistro è alloggiata una versione migliorata di un'arma da taglio chiamata Progressive Knife, mentre nel destro è alloggiato il Needle Gun, un'arma da fuoco capace di sparare aculei. La sua colorazione è prevalentemente rossa e differisce dall'unità precedente per la conformazione delle componenti di testa, spalle e torace. Una delle sue principali caratteristiche è quella di poter curvare il tronco e una generale maggiore somiglianza con un essere umano, pur non sussistendo sostanziali differenze in termini di prestazione bellica rispetto all'Eva-01. Nel 2015 Asuka e lo 02 partono da Wilhelmshaven alla volta di Neo Tokyo-3, assieme alla flotta delle Nazioni Unite. Durante il trasporto si svolge la prima vera battaglia dell'Eva-02 nell'oceano Pacifico, occasione in cui riesce a sconfiggere l'angelo Gaghiel. A partire dal combattimento contro il tredicesimo angelo, Bardiel, l'unità incomincia a registrare degli insuccessi bellici, ferendo l'orgoglio di Asuka. La Nerv, a seguito di un tracollo psichico della ragazza, viene costretta a richiedere l'ausilio di un nuovo Children, Kaworu Nagisa, che diventa il suo nuovo pilota.

#### Unità 03

Tōji Suzuhara, Hikari Horaki e l'Eva-03 sulla copertina del sesto volume del manga

L'Unità 03 (3号機?, Sangōki) è un modello di produzione in serie costruito presso la prima divisione americana della Nerv. A causa di un incidente occorso alla seconda divisione, il comando dello 03, sotto espressa disposizione del governo statunitense, passa al Giappone. L'unità in seguito alla decisione del governo viene trasportata per via aerea sull'oceano Pacifico fino al quartier generale dell'organizzazione. Lo 03, benché il suo aspetto sia pressoché identico a quello dell'Eva-02, differisce dall'unità precedente per il colore, prevalentemente nero, e per la forma del capo, più vicina a quella dell'Unità 01. Il volto dello 03 presenta dei lineamenti più brutali e manca della caratteristica protuberanza frontale dell'Eva-01. Ulteriori dettagli che lo distinguono esteticamente dagli altri esemplari sono le spalle allungate, la postura leggermente inclinata in avanti e l'andatura. Una volta giunta in Giappone vengono avviati i preparativi per il suo esperimento di attivazione. Come luogo dell'esperimento viene scelta la città di Matsushiro, nella prefettura di Nagano, ove si trova il secondo sito di sperimentazione della Nerv. Una volta salito a bordo il suo pilota designato, il Fourth Children Tōji Suzuhara, l'unità va fuori controllo, spalanca le proprie fauci e distrugge le recinzioni atte a contenerla. In seguito vengono scoperte le reali ragioni del suo comportamento: l'Eva è stato infatti infettato da Bardiel, un angelo di tipo parassitario che ha preso controllo del suo corpo durante il suo tragitto aereo. Dopo l'incidente Gendō Ikari, comandante supremo della Nerv, la identifica come tredicesimo angelo e dà l'ordine di annientarla. L'Eva-03 affronta in combattimento le Unità 00 e 02, sconfiggendole senza difficoltà. In un secondo momento combatte con l'Eva-01, che ne spezza gli arti e la annienta completamente.

#### Unità 04
L'Unità 04 (4号機?, Yongōki) è un Production Model costruito assieme all'Eva-03 negli Stati Uniti, più precisamente presso la seconda divisione americana della Nerv, situata nello stato del Nevada. A causa di un incidente occorso durante un tentativo di inserimento sperimentale dell'elemento S² l'unità scompare assieme alla seconda divisione e a tutti gli oggetti presenti nel raggio di 89 chilometri in un mare di Dirac. Le sue sembianze non sono mai state mostrate nella serie animata originale; si ritiene che sia di colore bianco argento. Dell'unità sono state prodotte delle action figure ufficiali, progettate e ideate da Ikuto Yamashita, già mecha designer della serie. Il suo aspetto di base è identico a quello dell'Unità 03. Nel videogioco Shin seiki Evangelion - Battle Orchestra inoltre è una delle unità giocabili ed è pilotata da Kensuke Aida.

#### Unità 05-13: Mass Production Model

Misato (in primo piano), Shinji (a sinistra) e Gendō (a destra) con gli Eva Series sulla copertina del dodicesimo volume del manga

La serie degli Eva (エヴァシリーズ?, Evashirīzu), o Eva Series, comprende tutte le unità dalla 05 alla 13, costruite in diverse filiali della Nerv per volontà dell'organizzazione Seele al fine di portare avanti un piano noto come Progetto per il perfezionamento dell'uomo. Tutte le unità sono dotate del motore energetico elemento S² e di una replica della lancia di Longinus. La loro struttura di base è, dal punto di vista tecnico, identica a quella degli Eva di proprietà della Nerv, con l'eccezione dei supporti verticali normalmente disposti sulle spalle delle altre unità. Ulteriore elemento di differenziazione rispetto agli altri modelli è il capo, privo di sensori ottici, e la zona nella quale viene inserita la cabina di pilotaggio. Grazie all'elemento S², inoltre, le unità dispongono di spiccate capacità rigenerative e di un tempo illimitato di operatività. Tutte e nove gli Eva Series possiedono la stessa forma e la stessa colorazione, prevalentemente bianca, e di grandi ali pieghevoli poste sulla parte posteriore del tronco, che consentono loro di volare. I Production Model non necessitano di piloti; in loro vece dispongono di un Dummy Plug, dei simulatori di Entry Plug nei quali è iscritta la personalità del Fifth Children, Kaworu Nagisa.
Nella pellicola The End of Evangelion la Seele invia tutti e nove gli esemplari contro l'Eva-02. Gli Eva, pur subendo ingenti danni da parte dello 02 durante lo scontro ed essere stati apparentemente sconfitti, riescono a riattivarsi grazie all'elemento S², sfregiando il corpo del nemico e divorandone le carni. Durante il Progetto per il perfezionamento i Mass Production Model si uniscono all'angelo Lilith e si infilzano con le proprie lance di Longinus. Alla fine del lungometraggio, una volta rifiutato il Perfezionamento da Shinji e smembrata Lilith, le unità si trasformano in statue di pietra e precipitano sulla Terra. Il loro design ricorda le caratteristiche comunemente associate agli angeli dell'Antico Testamento ed è stato curato da Takeshi Honda.

## Rebuild of Evangelion

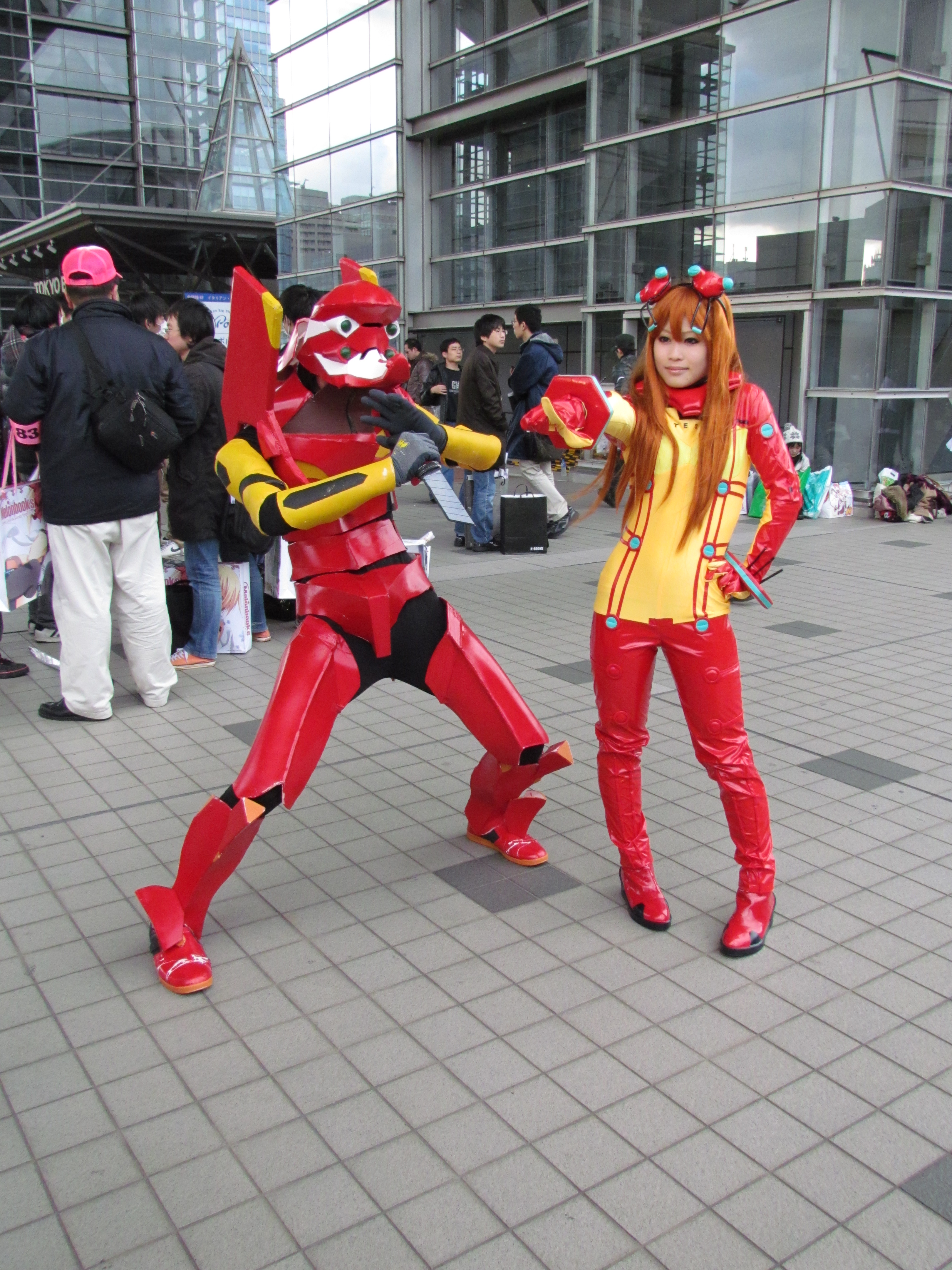
Due cosplayer dell'Eva-02 e di Asuka del Rebuild

Per la produzione della tetralogia cinematografica Rebuild of Evangelion Ikuto Yamashita, sotto precisa richiesta di Hideaki Anno, apportò delle modifiche agli armamenti e alle colorazioni dello 00 e degli altri Evangelion, basandosi su dei suoi vecchi bozzetti risalenti a più di dieci anni prima. Nel Rebuild viene menzionato inoltre un accordo chiamato Trattato del Vaticano, in accordo al quale una nazione non può disporre di più di tre unità Eva.
- L'Eva-00 è sempre di colore arancione. Durante l'Operazione Yashima lo 00 usa uno speciale scudo chiamato Enchanted Shield of Virtue[188], progettato da Yamashita per l'occasione[189]. Nel secondo capitolo della saga, Evangelion: 2.0 You Can (Not) Advance, viene inghiottito dal decimo angelo[190].
- L'Eva-01 presenta delle lievi differenze estetiche[191], in particolare nel petto e nella colorazione. Durante la battaglia contro il decimo angelo il colore delle sue strisce passa da verde ad arancione e sfodera un'aureola di luce[192].
- L'Eva-02 ha un design differente. Nelle fasi progettuali il personale decise di apportare alcune modifiche al design della testa dell'unità, conferendole due piccole sporgenze simili a corna poste sulla sommità della fronte, progettate da Takeshi Honda. Nel corso del lungometraggio l'Eva-02 viene pilotato da Mari Makinami Illustrious[193], la quale attiva una nuova modalità chiamata The Beast[194]. Dopo l'attivazione della The Beast Mode l'Eva sfodera dei bastoncini sulle spalle e la schiena e una mascella con zanne affilate, iniziando a camminare su quattro zampe e a emettere una luce verde dagli occhi, come il suo pilota[195].
- L'Eva-03 non viene pilotato da Suzuhara[196], ma da Asuka[197][198].

Nel corso dei lungometraggi, oltre che le varie unità già presenti nella serie classica, vengono introdotte altre unità Evangelion:
- L'Evangelion 05 (エヴァンゲリオン５号機?, Evangerion Gogōki), il cui nome completo è Evangelion 05, modello provvisorio a uso territoriale limitato (封印監視特化型限定兵器 人造人間エヴァンゲリオン 局地仕様 仮設５号機?, Fūin kanshi tokkagata gentei heiki homunkurusu Evangerion kyokuchi shiyō kasetsu Gogōki)[199], è un'unità apparsa nella pellicola Evangelion 2.0 You Can (Not) Advance. Il suo design è stato curato dal mecha designer Ikuto Yamashita e ha subito diverse modifiche durante la produzione del lungometraggio. A differenza degli altri Evangelion la sua deambulazione non si svolge per mezzo di due arti inferiori, ma a mezzo di uno speciale sistema a ruote, e dispone di un braccio a forma di lancia[200]. Le componenti dell'unità sono state realizzate in computer grafica, eccezion fatta per i primi piani della testa, così da evitare errori nei movimenti[194]. In combattimento affronta il terzo angelo del Rebuild, dando segni di berserk; sia l'Eva e sia l'angelo, a fine battaglia, ne escono distrutti[201][202], annientandosi reciprocamente[203].
- Il Mark.06 (マークシックス?, Mākushikkusu) noto come Evangelion 06 (エヴァンゲリオン6号機?, Evangerion Rokugōki), è un'unità Evangelion presentata nella pellicola Evangelion: 2.0 You Can (Not) Advance[204]. Viene costruita sulla base lunare Tabgha[205], posta sotto il controllo della Seele[194]. Nel corso della pellicola scende dalla Luna e viene pilotato da Kaworu Nagisa, sfoderando un'aureola di luce simile a quella dello 01[206].
- Il Mark.07 è un'unità Evangelion apparsa in Evangelion: 3.0+1.0 Thrice Upon a Time. Ha un'armatura di colore beige, i supporti verticali di colore scuro e una testa simile a un cranio umanoide. Durante la pellicola l'Eva-02 di Asuka e l'Eva-08 di Mari si scontrano contro un esercito di centinaia di Mark.07 nell'epicentro del Second Impact al polo sud. Durante la produzione Yamashita fece dei bozzetti in cui le unità avrebbero avuto uno schema cromatico differente e avrebbero spruzzato un fluido di colore rosso dal proprio corpo[207][208].
- L'Evangelion 08 (エヴァンゲリオン8号機?, Evangerion Hachigōki) è un'unità Evangelion introdotta nell'anteprima di Evangelion: 3.0 You Can (Not) Redo presente alla fine dei titoli di coda di Evangelion 2.0. Nel corso del lungometraggio viene pilotata da Mari Illustrious Makinami; dispone di otto sensori ottici[209]. La sua colorazione è prevalentemente rosa, con piccoli inserti di colore giallo e verde. La sua nomenclatura ufficiale completa è Evangelion Production Model Custom Type (エヴァンゲリオン 正規実用型 8号機?, Evangerion Seiki Vire Kasutamu Hachigōki)[210].
- L'Evangelion 08+02 (エヴァンゲリオン8+2号機?, Evangerion Hachi+Nigōki) è un'unità Evangelion introdotta nella breve anticipazione di Evangelion: 3.0+1.0 presente alla fine della pellicola Evangelion 3.0[211]. La sua armatura è per metà rossa e per metà rosa. Si ritiene che questo esemplare sia il frutto di una fusione fra due unità precedenti, lo 02 e lo 08[212]. Non compare nella pellicola.
- Il Mark.09 è un'unità Evangelion presentata in Evangelion 3.0. La sua armatura è di colore prevalentemente giallo, con piccoli inserti bianchi. Nel corso della pellicola il suo schema cromatico muta in nero e rosso. Viene pilotata da Rei Ayanami ed è nota con l'epiteto di "vaso di Adams"[203].
- Il Mark.10 (エヴァンゲリオンマークテン?, Evangerion mākuten) è una unità Evangelion di colore nero, rosso e bianco comparsa in 3.0+1.0. Nel corso della pellicola attacca l'Unità 08 di Mari, che nello scontro ne divora la testa. L'unità è stata presentata da Hideaki Anno alla festa Bonbori Matsuri 2020 il 6 agosto 2020[213].
- Il Mark.11 è un Evangelion comparso in 3.0+1.0. Viene divorato dallo 08 di Mari per l'overlapping del proprio Eva. L'unità è di colore nero, blu e bianco.
- Il Mark.12 compare anch'esso in 3.0+1.0. L'unità è di colore prevalentemente bianco e nero, e viene divorata anch'essa dall'Eva-08 di Mari.
- L'Evangelion 13 (エヴァンゲリオン第13号機?, Evangerion Jūsangōki) è un'unità apparsa nella pellicola Evangelion 3.0. La sua armatura è di colore prevalentemente viola. Ha quattro occhi e quattro arti superiori[214]. Viene pilotata da Shinji Ikari e da Kaworu Nagisa e può essere attivata a mezzo di due Entry Plug. Non disponendo della capacità di generare un AT Field viene dotata di quattro droni chiamati RS Hoppers.
- L'Evangelion Imaginary (エヴァンゲリオン・イマジナリー?, Evuangerion Imajinarī). Viene presentato in un antiuniverso da Gendō Ikari a Shinji; qui la coscienza di Shinji lo vede sotto forma di una Lilith crocefissa di colore nero[215], la quale durante il Perfezionamento si libera e si trasforma in una Rei Ayanami gigante. Il comandante Ikari cerca di scatenare in tal modo l'Additional Impact per compiere il deicidio, sostituirsi agli angeli e trasformare tutti in Evangelion, riscrivendo la realtà e le coscienze dell'umanità[216].

Gli Eva usati da Gendō in Evangelion 3.0+1.0 sono stati paragonati dal sito Otaku Voice ai quattro cavalieri dell'Apocalisse. Nel Rebuild inoltre è presentato un simulatore meccanico di Evangelion, usato da Shinji durante un addestramento nel primo capitolo; il suo design è stato paragonato da Shinji Higuchi della Gainax al Dio guerriero di Nausicaä della Valle del vento e ai movimenti del Destroid Monster, un macchinario apparso in Fortezza superdimensionale Macross.

## Altri media

Copertina del Neon Genesis Evangelion Illustration Book

In dei videogiochi tratti da Neon Genesis Evangelion vengono introdotte delle unità inedite. In Meitantei Evangelion, pubblicato nel 2007 per PlayStation 2, è presente un'unità Evangelion chiamata Evangelion Type β (エヴァンゲリオン乙型?,  Evangerion Otsugata) e pilotata da Kaworu Nagisa. Oltre che in Mentantei Evangelion, l'Evangelion Type β compare nel videogioco Shin seiki Evangelion - Battle Orchestra, in cui viene introdotto un altro Evangelion chiamato Evangelion Unit-α (エヴァンゲリオン甲号機?,  Evangerion Kougouki), costruito per volontà della società segreta Seele. Nel videogioco Shin seiki Evangelion 2 l'Eva-01 dispone di un nuovo equipaggiamento, chiamato equipaggiamento Type-F (F型装備?, F-gata sōbi). Esso include l'armatura sperimentale AFC (AFCエクスペリメント?, AFC ekusuperimento), una speciale copertura costrittiva che utilizza una nuova tecnologia per l'uso dell'AT Field; nell'armatura sono compresi un cosiddetto deflettore A.T.F. (A.T.F.偏向器?) e un dispositivo di propulsione a reazione T.A.D. (T.A.D.ジェット推進器?, T.A.D. jetto suishin-ki). L'equipaggiamento comprende inoltre una speciale arma anti-fase chiamata Impact Bolt (インパクトボルト?, Inpakuto boruto) e una grande lama da combattimento chiamata Progressive Dagger (プログレッシブダガー?, Puroguresshibu dagā). Nonostante la grande potenza di attacco e difesa, però, l'equipaggiamento Type-F triplica il peso dell'attrezzatura, che, oltre a essere di difficile manovrabilità, è stata costruita in via sperimentale e soffre di una certa instabilità.
Nello spin-off Petit Eva - Evangelion@School, parodia della serie classica, compaiono delle versioni super deformed degli umanoidi, fra di loro fratelli. Il maggiore, Evancho (エヴァンチョー?), simile all'Eva-01, è un compagno di scuola di Shinji e degli altri personaggi all'accademia municipale Nerv, e il suo linguaggio è compreso solo da Shinji e dalle altre unità; suo fratello, Eva Jiro (エヴァ次郎?), che frequenta la scuola degli angeli; Evan-chan (エヴァンちゃん?), sua sorella minore, può parlare in linguaggio umano, è inizialmente di colore prevalentemente giallo e assume poi una colorazione blu; e Eva Bi (エヴァ美?), la più antropomorfa, goffa e simile ad Asuka, un'unità che dice di essere tedesca ma che usa spesso giapponese misto a inglese quando parla. Su una copertina compaiono inoltre Mari e la sua unità provvisoria 05.
L'unità provvisoria 05 del Rebuild è stata usata anche in un pachinko intitolato CR Evangerion 〜Hajimari No Fukuin〜 (CRヱヴァンゲリヲン 〜始まりの福音〜? lett. ""CR Evangelion ~ Il vangelo dell'inizio ~"), uscito nel 2010, mentre l'Eva-04 è apparsa in un altro pachinko chiamato CR Shinseiki Evangelion: Saigo no shisha (ＣＲ新世紀エヴァンゲリオン ～最後のシ者～? lett. "CR Nuovo secolo Evangelion: L'ultimo messaggero sacrificale"), in cui è usata da Kaworu contro l'angelo Ramiel. Nel manga Evangelion: Cronache degli angeli caduti, a differenza della serie animata originale, gli Eva non sono dei mecha, ma armi individuali maneggevoli usate in combattimento da Shinji Ikari e dagli altri personaggi della serie. Le unità in questa versione degli eventi sono la manifestazione della più profonda interiorità dei protagonisti: Rei ha una lancia, Asuka una frusta, Kaworu una spada e Shinji una pistola. Il 6 febbraio 2015 lo studio Khara, produttore della tetralogia cinematografica Rebuild of Evangelion, ha pubblicato il dodicesimo cortometraggio della collana Nihon animator mihon'ichi, intitolato Evangelion: Another Impact (Confidential) e diretto da Shinji Aramaki. Il cortometraggio introduce un'unità Evangelion chiamata Unit Null; l'unità durante un esperimento di attivazione segreto si libera dal controllo e va in berserk, ululando in un mondo post-apocalittico; lo scopo e i mezzi della sua costruzione non vengono chiariti. Il design dell'Unit Null è stato curato anche da Atsushi Takeuchi, che aveva lavorato già per il franchise di Guerre stellari. In un episodio dell'anime del 2018 Shinkansen henkei robo Shinkalion compare inoltre un treno trasformabile chiamato 500 Type Eva, pilotato da Shinji e ispirato all'omonimo treno dedicato a Evangelion.

### Evangelion: Anima

Copertina del primo volume della light novel Neon Genesis Evangelion: Anima, raffigurante l'Unità 01 con il Progressive Dagger fra le mani

Nella light novel Evangelion: Anima, ambientata a distanza di tre anni dagli eventi del lungometraggio conclusivo The End of Evangelion, vengono introdotti alcuni equipaggiamenti mai apparsi nella serie animata originale. Lo 01, fra le altre cose, dispone dell'equipaggiamento Type-F e dell'equipaggiamento CGB, comprensivo di nuovi supporti verticali e di uno speciale sensore posto vicino al corno sulla fronte. Viene presentato inoltre un nuovo supporto per gli Evangelion chiamato UX-1 Allegorica (UX-1 アレゴリカ?), che opera mediante un sicuro reattore interno a tecnologia N². In Anima è presente anche un'ulteriore evoluzione dell'Eva-01 chiamata Super Evangelion (?, スーパーエヴァンゲリオン).
- Le Unità Evangelion-0.0 (零号機試製Ⅱ式改・領域制圧機「Ｏ・ＯＥＶＡ」?, Zerogōki Shisei II-Shiki Aratame Ryōiki Seiatsuki "0・0 EVA") sono degli Evangelion di colore giallo e bianco costruiti in base ai resti dell'Eva-00 e degli Eva Series. Gli Evangelion sono dotati di motori S² e vengono pilotati da diversi cloni di Rei Ayanami: Rei Quatre, Rei Cinq e Rei Six[235].
- L'Unità Evangelion-02 Type II (エヴァンゲリオン弐号機II式?, Evangerion nigōki II-shiki) è una evoluzione dell'Eva-02 della serie classica e, come quest'ultima, ha un colore prevalentemente rosso. I visori e l'armatura dell'unità sono diversi, visti gli ingenti danni subiti dall'unità dopo il combattimento con i nove Eva seriali. L'Evangelion è dotato di una speciale rectenna a forma di croce, posta sul retro del busto, che sfrutta le microonde e fornisce l'unità di energia elettrica[236]. Lo Type II viene provvisto di nuovi supporti per poter penetrare l'AT Field di Armaros; fra questi, un nuovo Pallet Rifle e la lama Magorox. Il nuovo 02 viene equipaggiato con l'equipaggiamento dell'UX-1 Allegorica, che conferisce all'unità la capacità di volare e stabilità, tramite la quale riesce a operare anche sulla regolite del suolo lunare[237].
- Gli Angel Carrier (エンジェルキャリヤー?, Enjeru Kyariyā) sono dei nuovi modelli di Eva, simili ai Mass Production Model apparsi in The End of Evangelion per abbattere Asuka. I Carrier, a differenza delle unità di massa, non dispongono di un motore Super-Solenoide, ma di un nuovo motore a energia chiamato QR Signum[238].
- L'Evangelion EUROII Heurtebize (エヴァンゲリオン・EUROII・ウルトビーズ?, Evangerion EUROII urutobīzu) è un Eva di colore bianco, simile allo 02, dotato, come i Carrier, del QR Signum. La sua arma principale è un enorme lancia cruciforme. Il suo nome viene da Heurtebise, l'angelo presente nelle opere di Jean Cocteau e associato all'immagine di uno specchio luminoso[239].
- Armaros (アルマロス?, Arumarosu) è un gigantesco Evangelion che appare sulla Luna. La sua armatura è di colore prevalentemente nero, e dalle sue spalle spuntano quelle che sembrano essere due ali direttamente collegate al terreno, benché sia in grado di volare e muoversi liberamente. Armaros è inoltre accompagnato da una coppia di altre due unità chiamate Torwart (トゥーバート?, To~ūbāto), conosciute dalla Nerv giapponese come Victor (ヴィクタ?, Vuikutā). Il suo nome proviene dall'omonimo angelo caduto della tradizione religiosa che avrebbe rivelato agli uomini il nome segreto di Dio. Il suo volto, simile a quello dell'Eva-01, dispone di due corna allineate all'altezza della fronte, originariamente previste da Yamashita per il design dello 01[238].
- Il Crimson A1 (クリムゾンA1?) è un ibrido fra umano e Evangelion di colore rosso, ed è il risultato della fusione fra Asuka e il suo Evangelion-02 Allegorica in seguito alla battaglia lunare contro Armaros. Ha la psicologia di un bambino piccolo incosciente e incapace di comunicare[240].

## Interpretazioni e riferimenti culturali
(Ritsuko Akagi, Neon Genesis Evangelion, episodio 23)

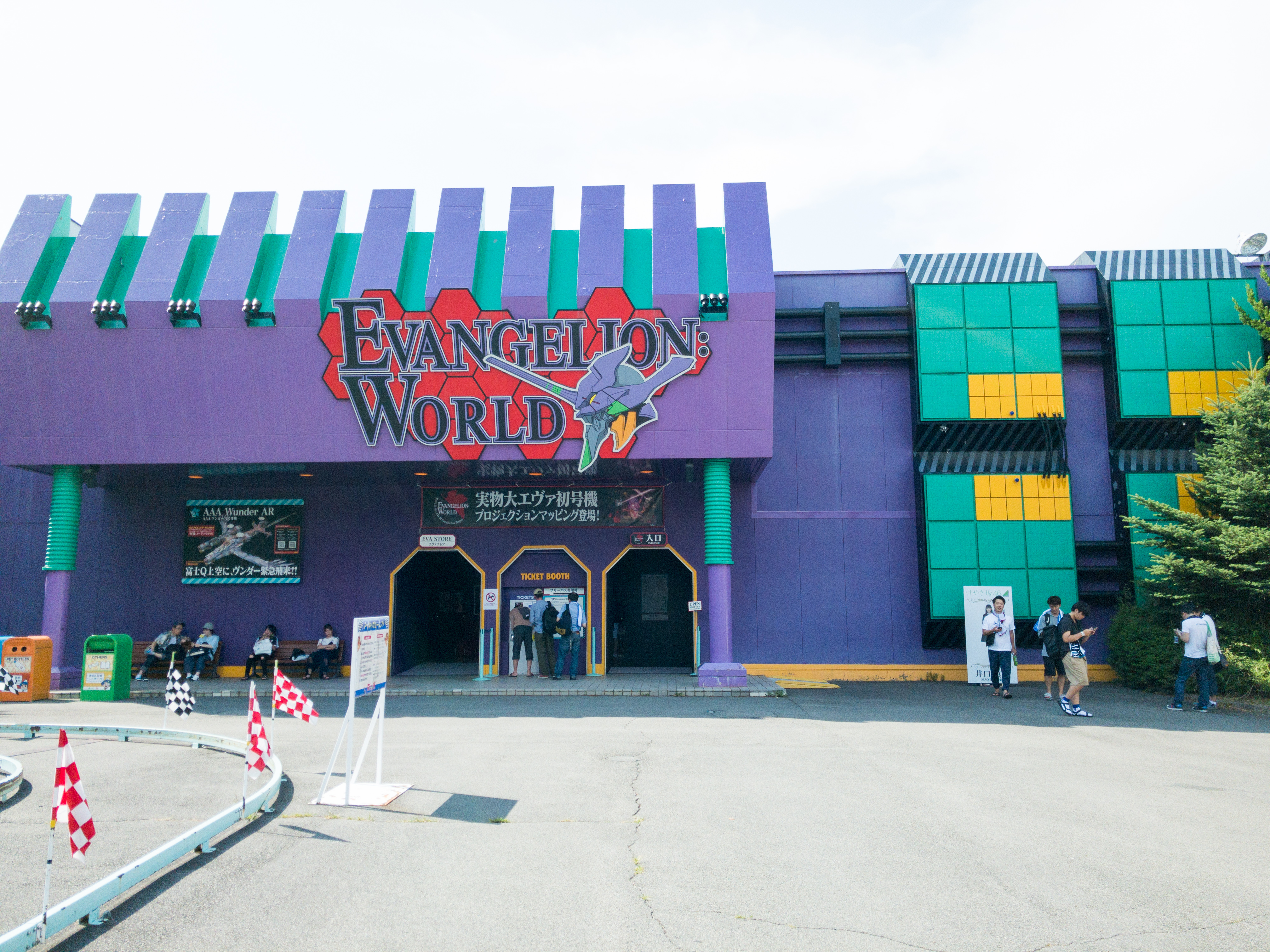
Entrata dell'Evangelion Fuji-Q Highland World, parco di divertimenti a tema Evangelion a Fujiyoshida

Il nome delle macchine proviene dalla parola greca ευ-αγγέλιον (euangelion), "vangelo", "buona novella", abbreviato in Eva; esso richiama l'omonimo personaggio del Vecchio Testamento, moglie del primo uomo Adamo e madre del genere umano. Secondo la rivista Animerica il nome sarebbe collegato al loro compito di protettori dell'umanità. Similmente all'Eva biblica, nata dalla costola del primo uomo Adamo, gli Evangelion sono stati concepiti come copie del primo angelo Adam. Hideaki Anno in un'intervista ha dichiarato di averlo scelto perché «dava l'aria di essere complicato». In un'altra occasione invece ha detto di aver scelto la parola "buona novella" come titolo della serie per la credenza secondo cui essa porterebbe «benedizione» e felicità. Yūichirō Oguro, curatore di alcuni contenuti delle edizioni home video della serie, ha collegato il nome all'ultima scena di Neon Genesis Evangelion: The End of Evangelion, in cui è presente una sequenza in cui Yui Ikari, custodita all'interno dell'Eva-01, benedice suo figlio Shinji dicendogli che «qualunque posto può essere un paradiso». I critici, inoltre, hanno notato come i termini relativi ai mecha, come l'Umbilical Cable, i Children, lo stesso nome Eva e l'LCL, simile al liquido amniotico, siano correlati al concetto di maternità. Altri, fra cui lo stesso Oguro, hanno associato la cabina di pilotaggio all'immagine del grembo materno. La critica Mariana Ortega, ad esempio, ha notato come Asuka nel quattordicesimo episodio paragoni esplicitamente l'Eva al seno e al ventre materni, mentre Shinji nella ventesima puntata si rannicchia in posizione fetale all'interno della cabina di pilotaggio; secondo lei la figura della madre in Evangelion dunque diventa «letteralmente e metaforicamente cannibalesca».
In un dialogo presente nel ventitreesimo episodio della serie la Seele sostiene che fino a quel momento sono state approntate otto unità Eva e che ne rimangono altre quattro; secondo i filmbook della serie il numero farebbe riferimento ai dodici apostoli. Nella sigla d'apertura, Zankoku na tenshi no these, l'Unità 01 viene inoltre rappresentata con dodici ali di luce, in riferimento all'iconografia di Satana. Per le dodici ali gli autori hanno preso spunto da Ryo Asuka di Devilman. Per l'immagine dell'Unità 01 fuori controllo, che nel diciannovesimo episodio cammina su quattro zampe e divora le carni di un angelo, gli autori si sono invece ispirati alle figure buddhiste dei preta (餓鬼T, lett. "dannati"). La scena in cui viene presentato per la prima volta l'Eva-01 nel primo episodio, inoltre, è stata paragonata a Combattler V di Tadao Nagahama. Il libro Evangerion Yougo Jiten (エヴァンゲリオン用語事典 ? lett. "Evangelion Glossario"), pubblicato da Yahata Shoten, ha notato come nel romanzo Firefox di Craig Thomas venga già presentata l'idea di un'arma guidata dal pensiero di un pilota da caccia capace di controllare i lanci dei missili usando le onde cerebrali. Lo stesso libro ha paragonato l'interfaccia degli Eva a simili tecnologie presentate nella fantascienza, come in Neuromante di William Gibson; l'LCL invece somiglierebbe alla respirazione liquida sperimentata da alcuni ricercatori nel mondo reale e a una tecnologia presente in The Abyss di James Cameron, mentre l'Entry Plug ricorderebbe il serbatoio di galleggiamento del dottor John Cunningham Lilly, il quale ha a sua volta ispirato il libro Stati di allucinazione di Ken Russell. L'architetto e accademico giapponese Tomoko Sakamoto ha inoltre notato come durante l'attivazione della connessione fra Eva e pilota compaiano nell'Entry Plug delle immagini simili a quelle di 2001: Odissea nello spazio.
Secondo diversi critici d'animazione le unità Evangelion sono delle entità organiche, non delle macchine in senso stretto; essi sono pertanto classificabili come cyborg piuttosto che dei mecha nel senso tradizionale del termine. Lo stesso Hideaki Anno nel 1996 ha detto che gli Eva non sono veramente dei robot, ma dei giganti, descrivendoli come degli umani modificati che si muovono tramite muscoli artificiali. Nel 2021 invece durante un evento il regista ha descritto Evangelion come un «anime robotico» (ロボットアニメ?, robotto anime), sorprendendo la doppiatrice di Shinji, Megumi Ogata. La scrittrice statunitense Susan J. Napier ha interpretato gli angeli come una rappresentazione dell'Altro e gli Eva come una metafora del Sé che Shinji è chiamato a fronteggiare nel proprio processo di crescita personale. Altri critici e delle fonti ufficiali sulla serie hanno paragonato il nucleo rosso al centro del petto e il limite di operatività delle unità a Ultraman. Timothy Donohoo di Comic Book Resources invece ha paragonato gli Evangelion all'Ideon dell'omonima serie di Yoshiyuki Tomino; Donohoo ha infatti notato come entrambi i mecha abbiano una natura «apparentemente divina», delle fonti di energia apparentemente illimitate e la capacità di leggere le emozioni dei propri piloti, cercando di proteggerli. Carl Gustav Horn, curatore dell'edizione nordamericana del manga, ha rintracciato delle possibili influenze in Super Robot 28 e in Giant Robot. L'Entry Plug e l'equipaggiamento di tipo D, usato da Asuka nel decimo episodio della serie, sono stati inoltre accostati alle opere di Kenji Yanobe, un artista giapponese popolare all'interno della subcultura otaku. L'Evangelion invece è stato interpretato come una metafora della serie, prodotta con un certo sforzo emotivo da Hideaki Anno in un momento difficile della sua vita; le continue domande di Shinji, alter ego dello stesso regista, che si chiede continuamente perché salire a bordo dell'Eva-01 e deve rendersi emotivamente indipendente dall'umanoide, sono state pertanto interpretate come una rappresentazione simbolica del rapporto dell'autore con la propria opera. Negli ultimi due episodi, ad esempio, Shinji si chiede quale sia il vero motivo che lo spinge a salire a bordo dell'Evangelion. Secondo Sadamoto le puntate in realtà non si focalizzerebbero su Shinji, ma su Anno, vero protagonista degli episodi, mentre il mangaka Kentaro Takekuma ha interpretato l'atto di salire a bordo dell'Eva come una metafora della produzione di una serie animata.

## Accoglienza e influenza culturale
Il mecha design di Ikuto Yamashita è stato elogiato da John Beam della rivista Animation Planet e da Martin Theron, recensore del sito Anime News Network, secondo il quale: «I mecha design [presentati in Neon Genesis Evangelion] sono tra più singolari mai creati per una serie d'animazione giapponese, grazie a sembianze eleganti, agili, apparentemente mostruose, spaventose e atletiche, piuttosto che rigide e cavalleresche». Comic Book Resources ha espresso grande apprezzamento per quello dell'Eva-01, e ha inserito l'Eva-13 fra i migliori dieci mecha degli anni duemiladieci. Anche Screen Rant ha elogiato i mecha e i combattimenti di Evangelion, specie quelli contro Israfel, Zeruel e Eva Series. Per Hajime Isayama, autore de L'attacco dei giganti, il design dei mecha presentato da Evangelion «è fantastico e diverso rispetto a qualsiasi cosa venuta prima». Egli ha elogiato in particolare la maniera in cui Hideaki Anno ha diretto l'animazione dei raggi laser; secondo lui inoltre la serie «è piena di gioia per l'espressione animata». Anche Katsuhiro Ōtomo ha fatto delle dichiarazioni simili. Secondo Erroll Maas, scrittore per il sito The Gamer, grazie alla «immensa popolarità» della serie l'Eva-01 sarebbe diventato un mecha «internazionalmente riconoscibile». Nel 2010 il sito Yahoo! Japan ha svolto un'indagine su Evangelion e sugli omonimi mecha. Agli appassionati della serie è stato chiesto se avrebbero apprezzato la costruzione di un modello in scala 1:1 di un Evangelion e che unità avrebbero preso come modello. Nel primo quesito la risposta è stata quasi all'unanimità affermativa; alla seconda domanda è stata scelta l'Unità 01, con ampio scarto di maggioranza e il 78% dei voti totali. Analogo risultato si è registrato nel 2016, anno in cui il sito web Charapedia ha domandato ai propri utenti quale macchinario apparso in una serie d'animazione giapponese desiderassero usare o pilotare. Nell'occasione l'Eva-01 è stata la seconda risposta più gettonata, con quasi quattrocento preferenze.

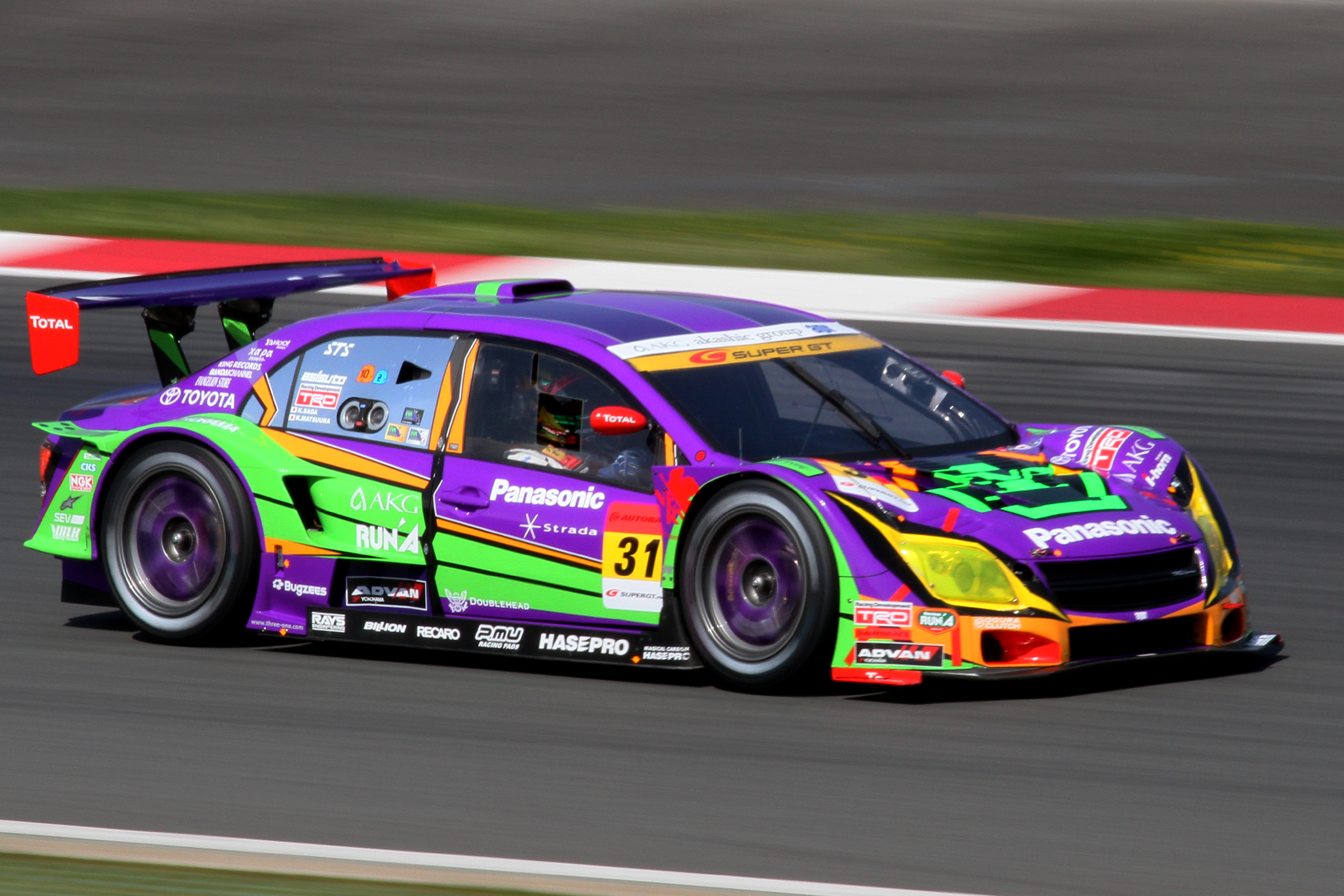
Toyota Corolla da corsa del gruppo Evangelion Racing ispirata ai colori dell'Eva-01

Secondo lo studioso Guido Tavassi il «rivoluzionario» mecha design sarebbe da annoverare a pieno titolo fra le numerose innovazioni stilistiche introdotte da Neon Genesis Evangelion: «Se, da un lato, avvicina maggiormente le unità Eva alla figura umana, dall'altro propone una completa astrazione delle forme dei nemici, gli angeli, con una scelta che avrà un impatto enorme sul design delle serie del genere successive». Maya Phillips, scrittrice per il periodico The New Yorker, ha imputato a Evangelion il merito di ridefinire il genere mecha, nonché il rapporto fra pilota e macchina da combattimento. Gli Eva, secondo la Phillips, introducono più ambiguità rispetto ai mecha del passato, essendo difficilmente classificabili e a metà fra super robot alla Nagai e real robot alla Gundam; per la scrittrice l'anime, pur essendo debitore delle serie passate, «è stato forse il primo mecha a immaginare gli uomini come delle semplici macchine, e viceversa». L'elemento di novità per la Phillips è la spaventosità e la pericolosità degli umanoidi, sconosciuta sino ad allora agli anime rivolti a un pubblico generalista. Il design dello 01 in particolare ha ispirato Nobuhiro Watsuki per l'aspetto del gigante Fuji, uno dei personaggi della sua opera Kenshin samurai vagabondo. L'influenza di Evangelion è stata rintracciata dalla critica nei mecha design di altre serie venute dopo, come Brain Powerd, Gasaraki, Dual! Parallel Trouble Adventure, Devadasy e Reideen.
La sequenza del combattimento fra Eva-02 di Asuka e i nove Eva Series presente in End è stata una fonte di ispirazione per gli animatori Yoshimichi Kameda e Yokota Takumi, character designer di Love Live! Nijigasaki High School Idol Club. Il design del Digimon Argomon invece presenta somiglianze con quello dell'Eva-01, e in particolare con il suo schema cromatico. Nel fumetto Edge of Spider-Geddon vengono inoltre introdotti dei mecha chiamati SP//dr e Ven#m, anch'essi visivamente simili a un'unità Evangelion. Possibili omaggi ai mecha della serie sono stati rintracciati anche in Genji di Heroes of the Storm, simile all'Eva-01, nel mecha di D.Va del videogioco Overwatch, nelle Sentinelle del fumetto Marvel Mystique, in una puntata del cartone animato statunitense Invader Zim, nella forma finale di Scarabeo Asura di One-Punch Man e in Alexandrite di Steven Universe. ComicBook.com ha interpretato una scena di My Hero Academia nella quale il personaggio di Muscular dice di avere una muscolatura con dodicimila strati come una possibile citazione a un dialogo di The End of Evangelion in cui Asuka sostiene che l'Eva-02 ha dodicimila lastre corazzate; lo stesso sito ha notato come l'autore di My Hero Academia, Kohei Horikoshi, si sia esplicitamente dichiarato un fervente appassionato dell'opera di Anno. Secondo il sito Usgamer, inoltre, nel Gold Saucer del videogioco Final Fantasy VII è presente una citazione all'equipaggiamento di tipo D. Anche la pellicola del 2013 Pacific Rim è stata paragonata dalla critica a Evangelion; nella pellicola appaiono dei robot giganti con delle somiglianze estetiche con le unità Evangelion, anch'essi pilotati tramite una connessione neurale coadiuvata da un liquido speciale accostato all'LCL. Guillermo del Toro e Travis Beacham, rispettivamente regista e sceneggiatore del lungometraggio, hanno dichiarato di non essere stati influenzati direttamente da Eva, dicendo di aver visto la serie soltanto dopo aver già concepito Pacific Rim. Nel 2016 l'attrice Ayame Gōriki ha effettuato un cosplay dell'Eva-01 in un'anteprima del primo episodio di Rental no koi, dorama andato in onda nel gennaio dell'anno seguente. Un gruppo di ricercatori della Tokyo Medical and Dental University invece nel 2021 ha pubblicato uno studio su un liquido capace di trasportare ossigeno a topi e maiali attraverso l'ano; la tecnica è stata soprannominata da Takanori Takebe, autore dello studio, "metodo EVA" (enteral ventilation via anus) prendendo spunto dall'LCL.

## Merchandising

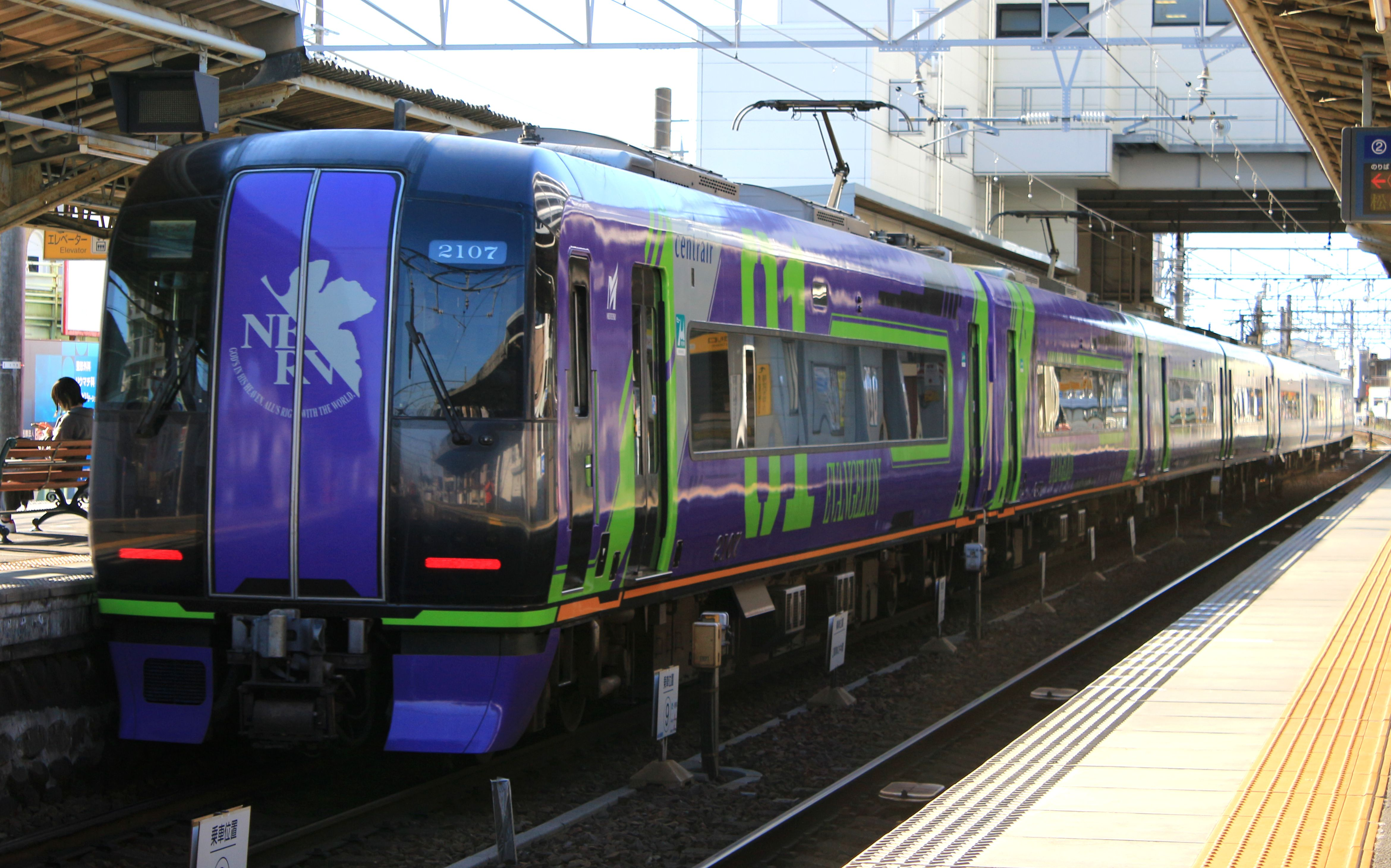
Treno ispirato all'Eva-01 nella stazione di Konomiya di Nagoya

Secondo lo scrittore Kazuhisa Fujie e il ricercatore italiano Guido Tavassi in un primo momento i giocattoli e i vari prodotti su Neon Genesis Evangelion fecero incassare molto poco, surclassati dalle vendite delle action figure di Rei Ayanami, «e finanche la Bandai si mostrò riluttante a commercializzare i modellini dei fin troppo insoliti e inquietanti mecha». Nel giro di appena un anno dalla prima messa in onda però si ebbe una vera esplosione del fenomeno Evangelion, e, dopo l'iniziale titubanza, la Bandai si lanciò a gran ritmo nella produzione di giocattoli e di modellini sulla serie. L'immagine dei mecha venne usata per dei beni di consumo come scarpe Adidas, bottiglie per vini e spuntanti, borse, indumenti e accessori sportivi, felpe, guanti, articoli di abbigliamento intimo, vestiti per bambini e dei modelli di tamagotchi. Le unità Evangelion, inoltre, vennero usate in vari videogiochi tratti dalla serie animata originale, nonché alcuni media distaccati dal franchise di Evangelion, come nei videogiochi Keri hime sweets, Summons Board, Puyopuyo!! Quest, Puzzle & Dragons e Super Robot Wars.
Per celebrare l'uscita del lungometraggio Evangelion 1.0: You Are (Not) Alone nel 2007 lo Studio Akiyama mise in commercio una figure gigante dell'Eva-01 alta circa due metri al prezzo di un milione di yen (circa diecimila dollari statunitensi). Nel 2010 venne annunciata la formazione di una squadra automobilistica giapponese chiamata Evangelion RT-01 apr Corolla per il campionato Super GT. In occasione della prima competizione ufficiale della squadra, tenutasi quell'anno nel circuito del Fuji, la Toyota Corolla Axio del gruppo fu ridipinta seguendo lo schema cromatico dell'Eva-01; i due corridori, Kōki Saga e Kōsuke Matsūra, gareggiarono indossando due riproduzioni della tuta usata dal personaggio di Shinji. Nei due anni successivi alla prima vettura vennero affiancate una Porsche 911 GT3 RS ridipinta ricalcando il design dell'Unità 02 e due motociclette Kawasaki Ninja ZX-10R con le fattezze dello 01 e dello 02. Nel novembre del 2014 l'azienda automobilistica giapponese Mitsuoka Motors mise all'asta un modello di Mitsuoka Orochi ispirato al design dell'Eva-01, venduto a un prezzo finale di sedici milioni di yen (130 000 dollari circa); l'evento ricevette un'attenzione mediatica così alta da spingere il presidente dell'azienda, Akio Mitsuoka, ad accordarsi con il vincitore della lotteria per esporre la vettura alla Mitsuoka Gallery Azabu di Tokyo per un'intera settimana.

### Riproduzioni e altri usi

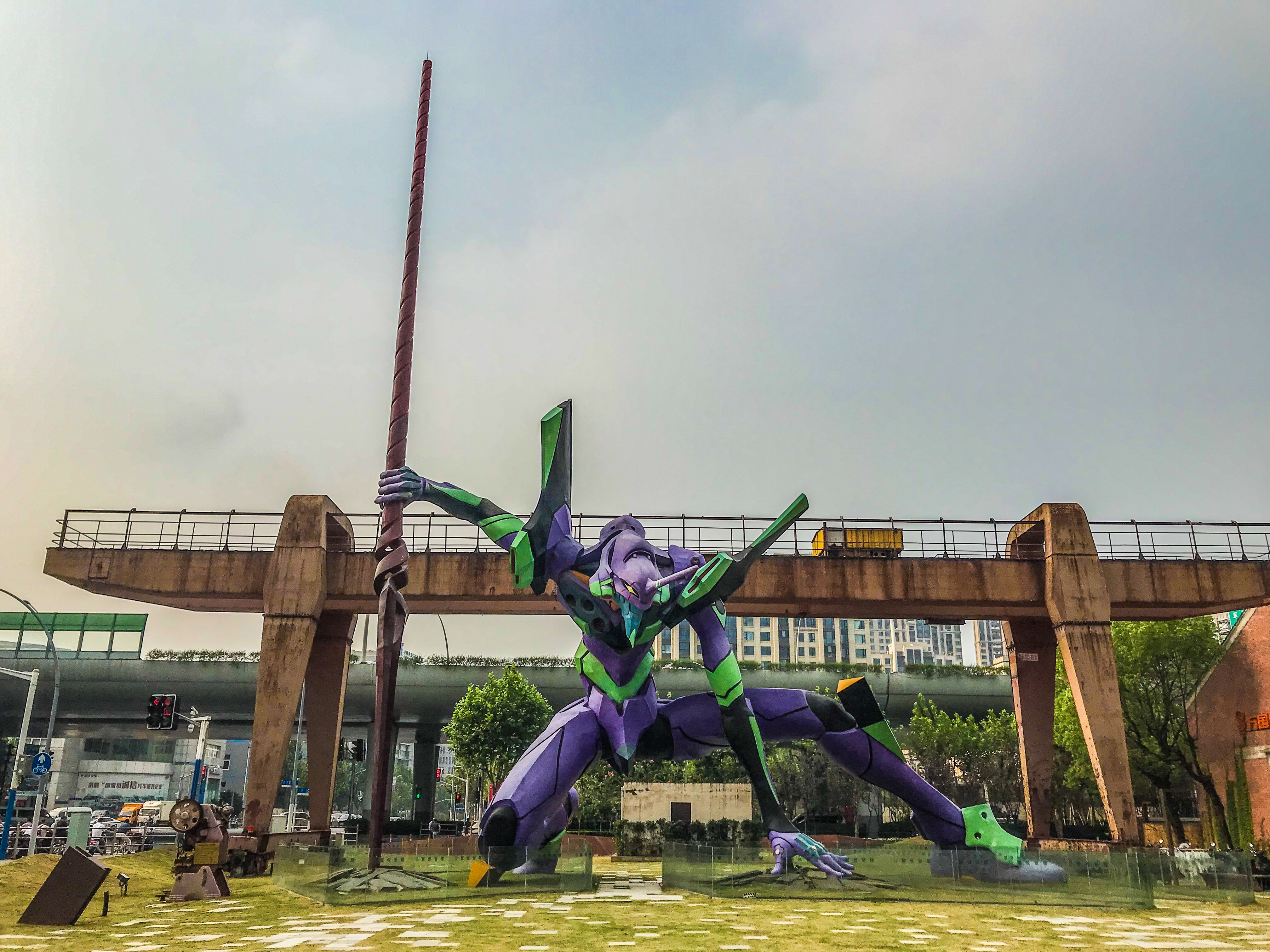
Statua dell'Eva-01 a Shangai

Nel 2010 nel parco di divertimenti Fuji-Q HighLand venne inaugurata una fedele riproduzione del busto dell'Eva-01 alta nove metri e larga sedici, assieme a un modello in scala naturale dell'Entry Plug. Tra il 2011 e il 2015 furono annunciate le costruzioni di una riproduzione in scala 1:1 del capo dell'Eva-02 in modalità The Beast, una stanza d'albergo ispirata all'Entry Plug dell'Unità 00 e di una montagna russa progettata e costruita in base al design dello 01. A causa del terremoto e maremoto del Tōhoku del 2011, però, i lavori per la statua dello 02, inizialmente progettata per essere alta sette metri e larga cinque, vennero rimandati a tempo indeterminato.
Nel 2015 venne annunciata la costruzione di un treno ad alta velocità ispirato al design dell'Eva-01, nella cui realizzazione furono coinvolti sia il mecha designer Ikuto Yamashita, sia Hideaki Anno. Il treno entrò in funzione a novembre dello stesso anno; la compagnia ferroviaria West Japan Railway Company decise in seguito di estendere la durata del servizio fino alla primavera del 2018. Nel 2015 nell'area di servizio Expasa di Ashigara, nella prefettura di Shizuoka, venne inaugurato inoltre un evento a durata limitata interamente dedicato a Neon Genesis Evangelion, durante il quale venne esposta una statua dell'Eva-01 alta sei metri, la più grande al mondo. Nel 2016 il primato passò a una riproduzione gigante dello 01 con un modello in scala della lancia di Longinus fra le mani costruita nella città di Shangai. La statua venne costruita dalla Khara, la società Heitao Interactive e la Shanghai Character License Administrative Corporation. Con i suoi 24,8 metri di altezza, inoltre, entrò nel Guinness dei primati in una apposita categoria come "il più grande Evangelion al mondo".
Un nuovo treno a tema Eva-01 venne prodotto nel 2020, partendo dall'Aeroporto Internazionale di Chūbu-Centrair di Nagoya. Nello stesso anno la città di Nagoya promosse un evento chiamato Evangelion Chukyo Area Project per celebrare l'uscita di Shin Evangelion gekijōban, ultimo capitolo del Rebuild. Per l'occasione vennero inaugurate una statua dorata dell'Eva-01 presso l'aeroporto di Chūbu-Centrair e una riproduzione di sei metri d'altezza dell'unità al Global Gate Complex della città. Nel 2021, in occasione dell'uscita del lungometraggio, si svolse un evento speciale su Evangelion alla Tokyo Sky Tree, durante il quale le luci della torre furono illuminate dei colori delle unità Evangelion del Rebuild.